# Oxymacaria australiaria
Oxymacaria australiaria là một loài bướm đêm trong họ Geometridae.